# SWAT

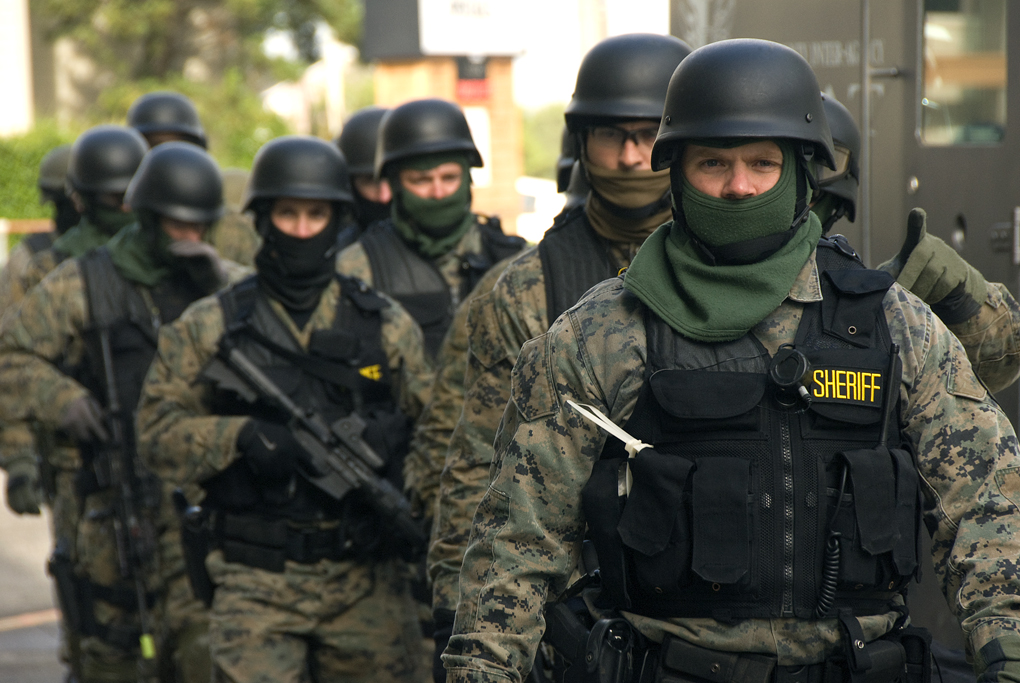
Membros da SWAT se preparando para um exercício

Nos Estados Unidos, SWAT (sigla em inglês para special weapons and tactics; em português: armas e táticas especiais) designa um tipo de unidade de polícia altamente especializada nos departamentos policiais de grandes cidades com maiores populações. Mas, SWAT na verdade é um conceito baseado na premissa de um grupo seletivo, altamente treinado e bem disciplinado, formado por policiais altamente focados e preparados para qualquer situação seja ela de risco ou não, são especialmente equipados e treinados para poderem reduzir o risco associado à sociedade. Isto pode incluir ataques coordenados a alvos específicos, tais como: criminosos fortemente armados em locais abrigados, mandados de prisão de alto risco e operações com reféns localizados e desativação de artefatos explosivos como bombas e dinamites, além de atividades como escolta VIP e combate ao "inimigo interno" (terroristas infiltrados em solo americano). Os policiais da SWAT são equipados com um armamento diferenciado dos patrulheiros, incluindo submetralhadoras, carabinas, gás lacrimogêneo e granadas de mão, além de rifles de alto calibre para franco-atiradores.

## A primeira unidade da SWAT

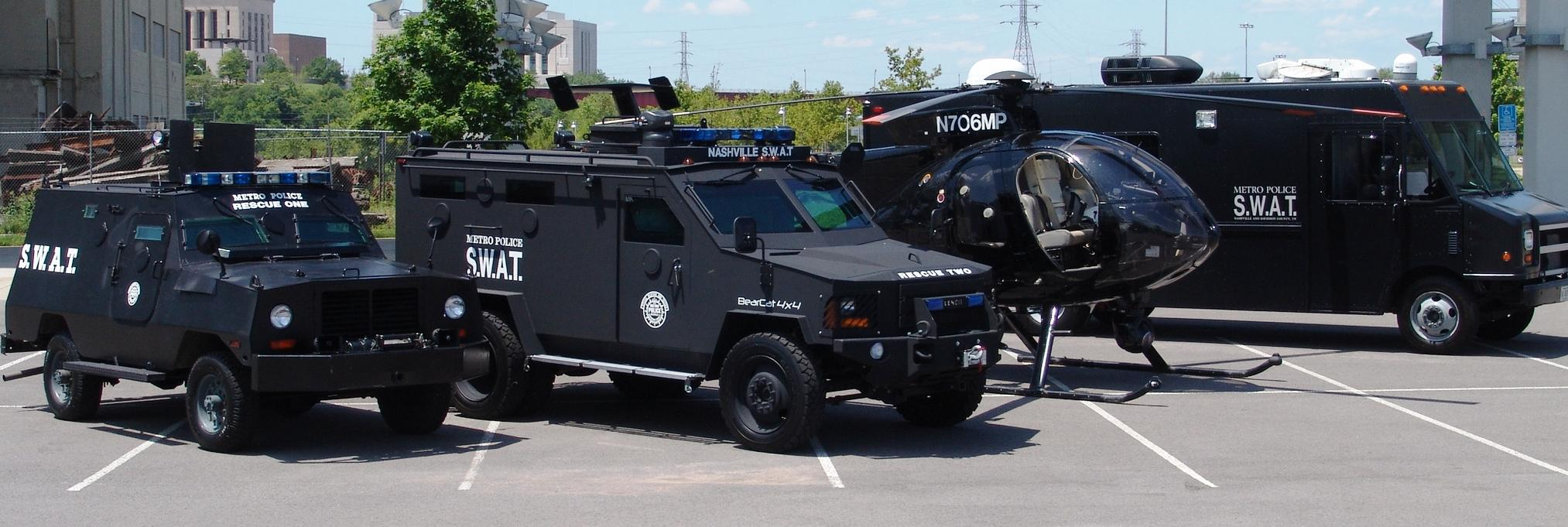
Veículos da SWAT de Nashville

A primeira unidade SWAT foi criada após três incidentes ocorridos na década de 1960 na cidade de Los Angeles ("Watts Riots", "Surrey Street Shootings e "Charles Withman incident"), alguns oficiais da Polícia de Los Angeles acharam por bem criar uma equipe especializada no atendimento de situações não convencionais. Foi então que, em 1967, o sargento John G. Nelson, ex-fuzileiro naval, apresentou um ousado projeto ao inspetor Daryl F. Gates (o qual, anos mais tarde, seria o chefe de Polícia de Los Angeles). Tal ideia consistia na criação de uma equipe diferenciada, composta então por policiais que possuíssem treinamento militar e com experiência em campo. Esse grupo, inicialmente formado por quinze equipes de quatro homens, funcionaria em sistema de sobreaviso e a eles, seriam dadas armas específicas, não usadas pelos patrulheiros comuns. Foi então que, em cima dessa ideia, surgiu, no final da década de 1960, a famosa SWAT, listada como o "Pelotão D" do L.A.P.D.

## Principais operações da SWAT de Los Angeles

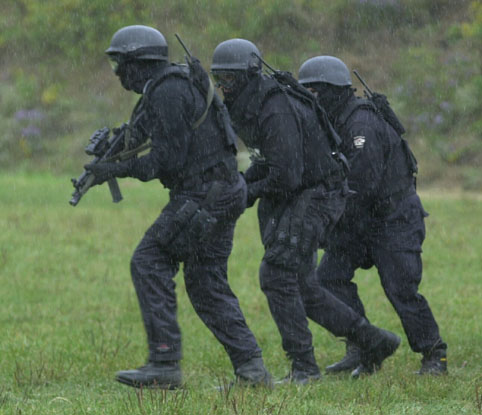
Policiais da SWAT durante um exercício de treinamento

Em 1969 confrontaram-se com o grupo Black Panthers (Panteras Negras) naquela cidade. Em 1974 enfrentaram o chamado Exército Simbionês de Libertação (sigla em inglês, SLA).
A década de noventa também revelou alguns episódios que marcaram a ação dos homens da SWAT, dentre os quais, um em especial, ocorrido em uma sexta-feira, dia 28 de fevereiro de 1997. Nesta data, dois perigosos marginais – Larry Eugene Phillips e Emil Dechebal Matasareanu –, armados com dois fuzis de assalto AK-47, um Bushmaster .223 e um H&K .308, além de pistolas semiautomáticas Beretta cal. 9mm e totalmente protegidos com Kevlar, incluindo os braços e pernas, ingressaram no Bank of America, localizado no número 6.600 da Laurel Canyon Boulevard (LA, North Hollywood), com o propósito de roubá-lo (na verdade, eles pretendiam assaltar o carro-forte que abasteceria o banco, mas o veículo que eles viram passou direto, dando a entender que não era o veículo esperado. Larry, então, decidiu assaltar o banco, e Emil o apoiou). Tais marginais, há cerca de dois anos, já eram procurados pelo esquadrão de detetives da RHD (Robbery and Homicide Division) da LAPD, haja vista que, num roubo por eles praticado em Chatsworth, os mesmos haviam assassinado um guarda de segurança com tiros disparados por fuzis AK-47. Sem falar que, 4 anos antes desse assalto, eles já tinham sido presos por 6 meses por estarem com um AK-47 e farta munição. Depois de cumprirem a pena, receberam o arsenal de volta. Ao entrarem no Bank of America, os bandidos foram vistos por um carro de patrulha que por ali passava. Os policiais, ao escutarem sons de tiros vindos do interior do banco, pediram apoio pelo rádio, não sem antes, providenciarem o cerco do local. Uma testemunha ligou para a emergência ao mesmo tempo. Quando os assaltantes saíram do banco, perceberam a movimentação de alguns patrulheiros e, em virtude disso, passaram a atirar imoderadamente contra os mesmos. O problema era que os policiais portavam apenas armas curtas (pistolas cal. 9mm) e algumas espingardas calibre 12, contra os poderosos fuzis ostentados pelos ladrões.
Esse grave episódio, ao todo, durou cerca de 44 minutos, sendo que 12 policiais e 8 pessoas ficaram feridas. Foram mais de 1.500 tiros disparados, de ambas as partes. Como resultado desse tiroteio, os patrulheiros de Los Angeles passaram a ter acesso direto a fuzis M16 quando em serviço, a fim de, numa eventual situação similar, não ficarem os mesmos em situação de inferioridade. Esse terrível episódio foi transformado no filme 44 Minutes: The North Hollywood Shoot-Out dirigido por Yves Simoneau em 2003.

## Cinema
Nos anos 70, tornaram-se tema de um seriado de TV homônimo, com boa audiência. O tema musical (Theme from "S.W.A.T.") da série foi gravado pelo grupo Rhythm Heritage. A série também passou na Sessão Aventura da Rede Globo . Em 2003 surgiu o filme S.W.A.T. estrelado, dentre outros, por Samuel L. Jackson, Colin Farrell, Michelle Rodriguez e pelo rapper LL Cool J. Em 2006 foi lançado em algumas partes do Brasil S.W.A.T. 2 Los Angeles em Perigo com Olivier Gruner, Rebecca Fudati, Gerald Okamura e Mel Novak.